# شركة صناعات الطائرات الإيرانية
شركة صناعات الطائرات الإيرانية (HESA) ، شركة إنتاج طائرات إيرانية. تأسست في عام 1976 ، وهي تنتمي إلى منظمة صناعات الطيران الإيرانية (IAIO) وتقع في شاهين شهر ، أصفهان. تم تقديم ما يقرب من مليوني متر مربع أو 500 فدان من الأراضي التي تأسست عليها الشركة من قبل عائلة بوروماند المشهورة والمحترمة (الإخوة: عبد الغفار، عبد الرحمن، عبد الرحيم، عبد الكريم، عبد الرشيد وعبد الله). تمتلك الشركة آلاف الأمتار المربعة من الأراضي المتاحة، و 250 ألف متر مربع من المحلات التجارية وحظائر الطائرات مخصصة لتصنيع أجزاء التكييف وتجميعها والمختبرات ومرافق اختبار الطيران ومحلات التحضير للإنتاج. 
كان المصنع الأصلي، الذي بناه تيكسترون ، هو إنتاج بيل 214 من تكوينات مختلفة في إيران بصفقة تضمنت عدة مئات من طائرات الهليكوبتر ونقل التكنولوجيا. وبحسب ما ورد كان العقد ضخمًا للغاية لدرجة أنه كان لا بد من إنشاء قسم جديد لشركة تيكسترون لتلبية المطالب الإيرانية والتعامل مع البرنامج مع اللواء دليك أ. أودين كرئيس. انتهى العمل بسبب الثورة الإيرانية والعقوبات اللاحقة ضد إيران .

## المشاريع

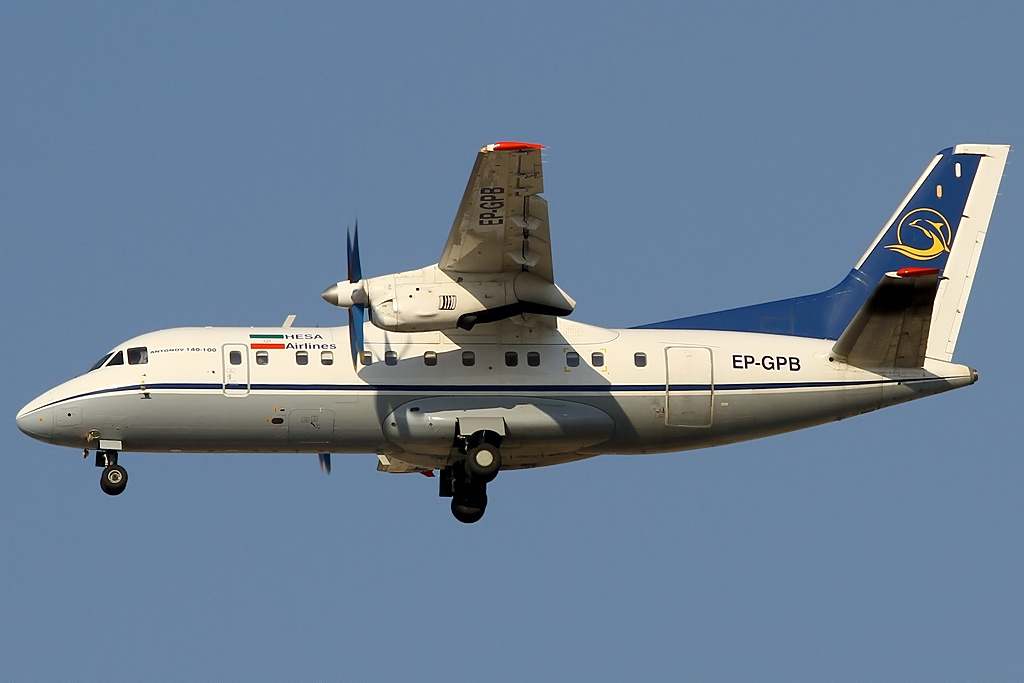
قامت شركة HESA بتصنيع وطيران إيران 140-100

- هيسا كوثر - نسخة محلية من «الجيل الرابع» من F-5 Tiger ذات الهندسة العكسية.
- تصنيع طائرة ركاب أنتونوف أن-140 بالتعاون الأوكراني وبناء على طائرة أنتونوف An-140 .
- تصميم وتصنيع نظام إسترجاع المظلات لطائرة أبابيل . [2]
- تصنيع طائرة هليكوبتر مروحية شاهد 278 (باستخدام مكونات من بيل 206 و بانها شابافيز 2061 )
- تصنيع طائرة هليكوبتر ظفر 300 (على أساس بيل 206 ) [3] [4] [5]
- تصنيع طائرة هليكوبتر شهد -274 (على أساس بيل 206 )
- تصنيع طائرة هليكوبتر مروحية شاهد 285 (باستخدام مكونات من بيل 206 و بانها شابافيز 2061 )
- تصنيع طائرات تدريب دورنا
- تصنيع كرار UCAV
- تصنيع المروحة بمواد مركبة
- إصلاحات الحوامات على الأرجح للبحرية جمهورية إيران الإسلامية
- تصنيع قطع غيار
- تصنيع طائرات مقاتلة آذرخش (على أساس نورثروب إف-5 )
- تصنيع طائرة مقاتلة سيجي (على أساس نورثروب إف-5 )
- تطوير مدرب شفق الخفيف / هجوم خفيف / مقاتل خفيف (بناء على M-ATF )
- تطوير سفره ماهي
- سيمرغ: (هواپيماي سيمرغ) هو تحويل نورثروب F-5 A إلى F-5B بمقعدين. تم نقله لأول مرة في معرض إيران كيش الجوي 2005 ، وتم بناء اثنتين. [6]

## وصلات خارجية
- الشركة الصناعية الإيرانية لتصنيع الطائرات (HESA) الموقع الرسمي

أشرطة فيديو
- برامج الطائرات المقاتلة الإيرانية - IHS الدفاع والأمن الفضائي (2015)